# Scinax iquitorum
Scinax iquitorum es una especie de anfibio anuro de la familia Hylidae.

## Distribución geográfica
Esta especie se encuentra en:
- la región de Loreto del Perú;
- el estado de Acre en Brasil.[3]

## Etimología
Esta especie lleva el nombre en honor al idioma iquito. 

## Publicación original
- Moravec, Tuanama, Pérez & Lehr, 2009: A new species of Scinax (Anura: Hylidae)from the area of Iquitos, Amazonian Peru. South American Journal of Herpetology, vol. 4, n.º 1, p. 9-16.[4]